# Résultats électoraux d'Îles-de-la-Madeleine
Les résultats électoraux de la circonscription des Îles-de-la-Madeleine depuis 1976 sont inscrits dans les tableaux ci-dessous, d'après les données du Directeur général des élections du Québec.
| Aller aux résultats d'une élection                                                       |
| ---------------------------------------------------------------------------------------- |
| 1976 • 1981 • 1985 • 1989 • 1994 • 1998 • 2003 • 2007 • 2008 • 2012 • 2014 • 2018 • 2022 |

## Résultats

### Évolution pour les principaux partis
| |
| - Parti libéral - Union nationale (ancien) - Parti québécois - Parti vert (ancien) - Action démocratique (ancien) - Québec solidaire - Coalition avenir |

### Résultats détaillés
|                                                                                              | Nom                     | Parti            | Nombre de voix | %      | Maj. |
| -------------------------------------------------------------------------------------------- | ----------------------- | ---------------- | -------------- | ------ | ---- |
|                                                                                              | Joël Arseneau (sortant) | Parti québécois  | 3 877          | 46,4 % | 539  |
|                                                                                              | Jonathan Lapierre       | Coalition avenir | 3 338          | 39,9 % | -    |
|                                                                                              | Gil Thériault           | Libéral          | 606            | 7,2 %  | -    |
|                                                                                              | Jean-Philippe Déraspe   | Québec solidaire | 450            | 5,4 %  | -    |
|                                                                                              | Evan Leblanc            | Conservateur     | 93             | 1,1 %  | -    |
| Total                                                                                        | Total                   | Total            | 8 364          | 100 %  |      |
| Le taux de participation lors de l'élection était de 75,7 % et 88 bulletins ont été rejetés. |                         |                  |                |        |      |

|                                                                                               | Nom                   | Parti            | Nombre de voix | %      | Maj. |
| --------------------------------------------------------------------------------------------- | --------------------- | ---------------- | -------------- | ------ | ---- |
|                                                                                               | Joël Arseneau         | Parti québécois  | 2 955          | 38,7 % | 15   |
|                                                                                               | Maryse Lapierre       | Libéral          | 2 940          | 38,5 % | -    |
|                                                                                               | Robert Boudreau-Welsh | Québec solidaire | 1 036          | 13,6 % | -    |
|                                                                                               | Yves Renaud           | Coalition avenir | 714            | 9,3 %  | -    |
| Total                                                                                         | Total                 | Total            | 7 645          | 100 %  |      |
| Le taux de participation lors de l'élection était de 72,7 % et 151 bulletins ont été rejetés. |                       |                  |                |        |      |

|                                                                                            | Nom                         | Parti            | Nombre de voix | %      | Maj. |
| ------------------------------------------------------------------------------------------ | --------------------------- | ---------------- | -------------- | ------ | ---- |
|                                                                                            | Germain Chevarie            | Libéral          | 4 137          | 50,1 % | 818  |
|                                                                                            | Jeannine Richard (sortante) | Parti québécois  | 3 319          | 40,2 % | -    |
|                                                                                            | Natalia Porowska            | Québec solidaire | 499            | 6 %    | -    |
|                                                                                            | Mario-Michel Jomphe         | Coalition avenir | 262            | 3,2 %  | -    |
|                                                                                            | David Boudreau              | Option nationale | 46             | 0,6 %  | -    |
| Total                                                                                      | Total                       | Total            | 8 263          | 100 %  |      |
| Le taux de participation lors de l'élection était de 77 % et 96 bulletins ont été rejetés. |                             |                  |                |        |      |

|                                                                                              | Nom                        | Parti            | Nombre de voix | %      | Maj.  |
| -------------------------------------------------------------------------------------------- | -------------------------- | ---------------- | -------------- | ------ | ----- |
|                                                                                              | Jeannine Richard           | Parti québécois  | 4 304          | 51 %   | 1 060 |
|                                                                                              | Germain Chevarie (sortant) | Libéral          | 3 244          | 38,4 % | -     |
|                                                                                              | Georges Painchaud          | Coalition avenir | 407            | 4,8 %  | -     |
|                                                                                              | Yvonne Langford            | Québec solidaire | 403            | 4,8 %  | -     |
|                                                                                              | Jonathan Godin             | Option nationale | 80             | 0,9 %  | -     |
| Total                                                                                        | Total                      | Total            | 8 438          | 100 %  |       |
| Le taux de participation lors de l'élection était de 78,1 % et 96 bulletins ont été rejetés. |                            |                  |                |        |       |

|                                                                                              | Nom              | Parti               | Nombre de voix | %      | Maj. |
| -------------------------------------------------------------------------------------------- | ---------------- | ------------------- | -------------- | ------ | ---- |
|                                                                                              | Germain Chevarie | Libéral             | 3 510          | 49,9 % | 316  |
|                                                                                              | Jeannine Richard | Parti québécois     | 3 194          | 45,4 % | -    |
|                                                                                              | Nicolas Tremblay | Vert                | 129            | 1,8 %  | -    |
|                                                                                              | Patrick Leblanc  | Action démocratique | 121            | 1,7 %  | -    |
|                                                                                              | Jacques Bourdeau | Québec solidaire    | 87             | 1,2 %  | -    |
| Total                                                                                        | Total            | Total               | 7 041          | 100 %  |      |
| Le taux de participation lors de l'élection était de 66,3 % et 73 bulletins ont été rejetés. |                  |                     |                |        |      |

|                                                                                              | Nom                       | Parti               | Nombre de voix | %      | Maj.  |
| -------------------------------------------------------------------------------------------- | ------------------------- | ------------------- | -------------- | ------ | ----- |
|                                                                                              | Maxime Arseneau (sortant) | Parti québécois     | 4 820          | 60,4 % | 2 178 |
|                                                                                              | Pierre Proulx             | Libéral             | 2 642          | 33,1 % | -     |
|                                                                                              | Patrick Leblanc           | Action démocratique | 380            | 4,8 %  | -     |
|                                                                                              | Nicolas Tremblay          | Vert                | 139            | 1,7 %  | -     |
| Total                                                                                        | Total                     | Total               | 7 981          | 100 %  |       |
| Le taux de participation lors de l'élection était de 76,1 % et 75 bulletins ont été rejetés. |                           |                     |                |        |       |

|                                                                                              | Nom                       | Parti               | Nombre de voix | %      | Maj.  |
| -------------------------------------------------------------------------------------------- | ------------------------- | ------------------- | -------------- | ------ | ----- |
|                                                                                              | Maxime Arseneau (sortant) | Parti québécois     | 4 606          | 58,7 % | 1 456 |
|                                                                                              | Simone Leblanc            | Libéral             | 3 150          | 40,1 % | -     |
|                                                                                              | Évé Longuépée             | Action démocratique | 92             | 1,2 %  | -     |
| Total                                                                                        | Total                     | Total               | 7 848          | 100 %  |       |
| Le taux de participation lors de l'élection était de 77,4 % et 83 bulletins ont été rejetés. |                           |                     |                |        |       |

|                                                                                              | Nom                      | Parti               | Nombre de voix | %      | Maj. |
| -------------------------------------------------------------------------------------------- | ------------------------ | ------------------- | -------------- | ------ | ---- |
|                                                                                              | Maxime Arseneau          | Parti québécois     | 4 732          | 52,5 % | 588  |
|                                                                                              | Georges Farrah (sortant) | Libéral             | 4 144          | 46 %   | -    |
|                                                                                              | Gaston Leblanc           | Action démocratique | 130            | 1,4 %  | -    |
| Total                                                                                        | Total                    | Total               | 9 006          | 100 %  |      |
| Le taux de participation lors de l'élection était de 87,6 % et 70 bulletins ont été rejetés. |                          |                     |                |        |      |

|                                                                                              | Nom                      | Parti           | Nombre de voix | %     | Maj.  |
| -------------------------------------------------------------------------------------------- | ------------------------ | --------------- | -------------- | ----- | ----- |
|                                                                                              | Georges Farrah (sortant) | Libéral         | 5 455          | 60 %  | 1 816 |
|                                                                                              | Léonce Deraspe           | Parti québécois | 3 639          | 40 %  | -     |
| Total                                                                                        | Total                    | Total           | 9 094          | 100 % |       |
| Le taux de participation lors de l'élection était de 88,4 % et 70 bulletins ont été rejetés. |                          |                 |                |       |       |

|                                                                                               | Nom                      | Parti           | Nombre de voix | %      | Maj. |
| --------------------------------------------------------------------------------------------- | ------------------------ | --------------- | -------------- | ------ | ---- |
|                                                                                               | Georges Farrah (sortant) | Libéral         | 4 373          | 51,5 % | 253  |
|                                                                                               | Léonce Deraspe           | Parti québécois | 4 120          | 48,5 % | -    |
| Total                                                                                         | Total                    | Total           | 8 493          | 100 %  |      |
| Le taux de participation lors de l'élection était de 83,8 % et 183 bulletins ont été rejetés. |                          |                 |                |        |      |

|                                                                                               | Nom               | Parti           | Nombre de voix | %      | Maj.  |
| --------------------------------------------------------------------------------------------- | ----------------- | --------------- | -------------- | ------ | ----- |
|                                                                                               | Georges Farrah    | Libéral         | 5 048          | 56 %   | 1 184 |
|                                                                                               | Léonard Chevarie  | Parti québécois | 3 864          | 42,9 % | -     |
|                                                                                               | Gervais Pomerleau | Union nationale | 99             | 1,1 %  | -     |
| Total                                                                                         | Total             | Total           | 9 011          | 100 %  |       |
| Le taux de participation lors de l'élection était de 86,6 % et 128 bulletins ont été rejetés. |                   |                 |                |        |       |

|                                                                                              | Nom                       | Parti           | Nombre de voix | %      | Maj.  |
| -------------------------------------------------------------------------------------------- | ------------------------- | --------------- | -------------- | ------ | ----- |
|                                                                                              | Denise Leblanc (sortante) | Parti québécois | 5 278          | 63,8 % | 2 427 |
|                                                                                              | Rosaire Arseneau          | Libéral         | 2 851          | 34,5 % | -     |
|                                                                                              | Réal Lapierre             | Indépendant     | 88             | 1,1 %  | -     |
|                                                                                              | Louis Foteas              | Union nationale | 57             | 0,7 %  | -     |
| Total                                                                                        | Total                     | Total           | 8 274          | 100 %  |       |
| Le taux de participation lors de l'élection était de 88,3 % et 57 bulletins ont été rejetés. |                           |                 |                |        |       |

|                                                                                              | Nom                              | Parti                 | Nombre de voix | %      | Maj. |
| -------------------------------------------------------------------------------------------- | -------------------------------- | --------------------- | -------------- | ------ | ---- |
|                                                                                              | Denise Leblanc                   | Parti québécois       | 3 387          | 47,9 % | 60   |
|                                                                                              | Louis-Philippe Lacroix (sortant) | Libéral               | 3 327          | 47 %   | -    |
|                                                                                              | Paul-Henri Tremblay              | Union nationale       | 298            | 4,2 %  | -    |
|                                                                                              | Jean Cotten                      | Ralliement créditiste | 60             | 0,8 %  | -    |
| Total                                                                                        | Total                            | Total                 | 7 072          | 100 %  |      |
| Le taux de participation lors de l'élection était de 87,2 % et 96 bulletins ont été rejetés. |                                  |                       |                |        |      |